# عبد الغادي
عبد الغادي (مواليد 26 سبتمبر 1962) هو رياضي يمني سابق في سباقات المضمار والميدان. تنافس باسم الجمهورية العربية اليمنية في دورة الألعاب الأولمبية الصيفية لعام 1984 في سباق 800 متر رجال وانتهى في المركز الثامن في تصفياته وفشل في التأهل. 